# Zaugline
Zaugline (em cirílico: Зауглине) é uma vila da Sérvia localizada no município de Bajina Bašta, pertencente ao distrito de Zlatibor, na região de Stari Vlah. A sua população era de 280 habitantes segundo o censo de 2011.

## Demografia
| 1948 | 1953 | 1961 | 1971 | 1981 | 1991 | 2002 | 2011 |
| ---- | ---- | ---- | ---- | ---- | ---- | ---- | ---- |
| 532  | 581  | 531  | 492  | 479  | 415  | 348  | 280  |